# チェルノブイリの祈り
『チェルノブイリの祈り』（チェルノブイリのいのり、ロシア語: Чернобыльская молитва）は、1997年にベラルーシの作家、ジャーナリストであるスベトラーナ・アレクシエービッチによって発表された著作である。1986年のチェルノブイリ原子力発電所事故を経験した人々に3年にわたってインタビューをしてまとめられた。岩波現代文庫版は2015年12月で7刷5万部を刊行。朝日新聞が2019年3月に発表した「平成の30冊」の20位に選ばれた。
2023年、『ヤングアニマル』にて漫画化。同年No.14から連載。作画は熊谷雄太。

## 構成
- 孤独な人間の声
- 見落とされた歴史について――著者自身へのインタビュー
- 第一章 死者たちの大地
- 第二章 万物の霊長
- 第三章 悲しみをのりこえて
- 事故に関する歴史的情報
- エピローグに代えて

## 日本語訳
- スベトラーナ・アレクシエービッチ『チェルノブイリの祈り――未来の物語』松本妙子（訳）、岩波書店、1998年12月18日。ISBN 4-00-001388-2。
- スベトラーナ・アレクシエービッチ『チェルノブイリの祈り――未来の物語』松本妙子（訳）、岩波書店〈岩波現代文庫〉、2011年6月16日。ISBN 978-4-00-603225-8。

## 漫画
コミカライズが2023年7月14日発売の『ヤングアニマル』（白泉社）No.14より連載されている。作画は熊谷雄太、監修を今中哲二 ・後藤一信が務めている。
- スヴェトラーナ・アレクシエーヴィチ（原作）、熊谷雄太（漫画）、今中哲二 / 後藤一信（監修） 『チェルノブイリの祈り』 白泉社〈ヤングアニマルコミックス〉、既刊3巻（2025年2月28日現在）
  1. 2024年2月29日発売[4][5]、ISBN 978-4-592-16676-4
  2. 2024年6月28日発売[6]、ISBN 978-4-592-16677-1
  3. 2025年2月28日発売[7]、ISBN 978-4-592-16678-8

## 関連文献
- スヴェトラーナ・アレクシエーヴィチ, 鎌倉英也, 徐京植, 沼野恭子『アレクシエーヴィチとの対話 「小さき人々」の声を求めて』岩波書店、2021年。
- 越野剛「スヴェトラーナ・アレクシエーヴィチ作品の形式的側面について」『国際シンポジウム「文化の汽水域 : 東スラヴ世界の文化的諸相をめぐって」報告集』、東京外国語大学　沼野恭子研究室、2017年12月、5-13頁、2024年4月3日閲覧。
- 服部倫卓, 越野剛 編『ベラルーシを知るための50章』明石書店〈エリア・スタディーズ〉、2017年。
  - 越野剛『ノーベル賞作家アレクシエーヴィチの文学の世界――戦争・原発事故・社会主義』。